# طريقة نوربخشية

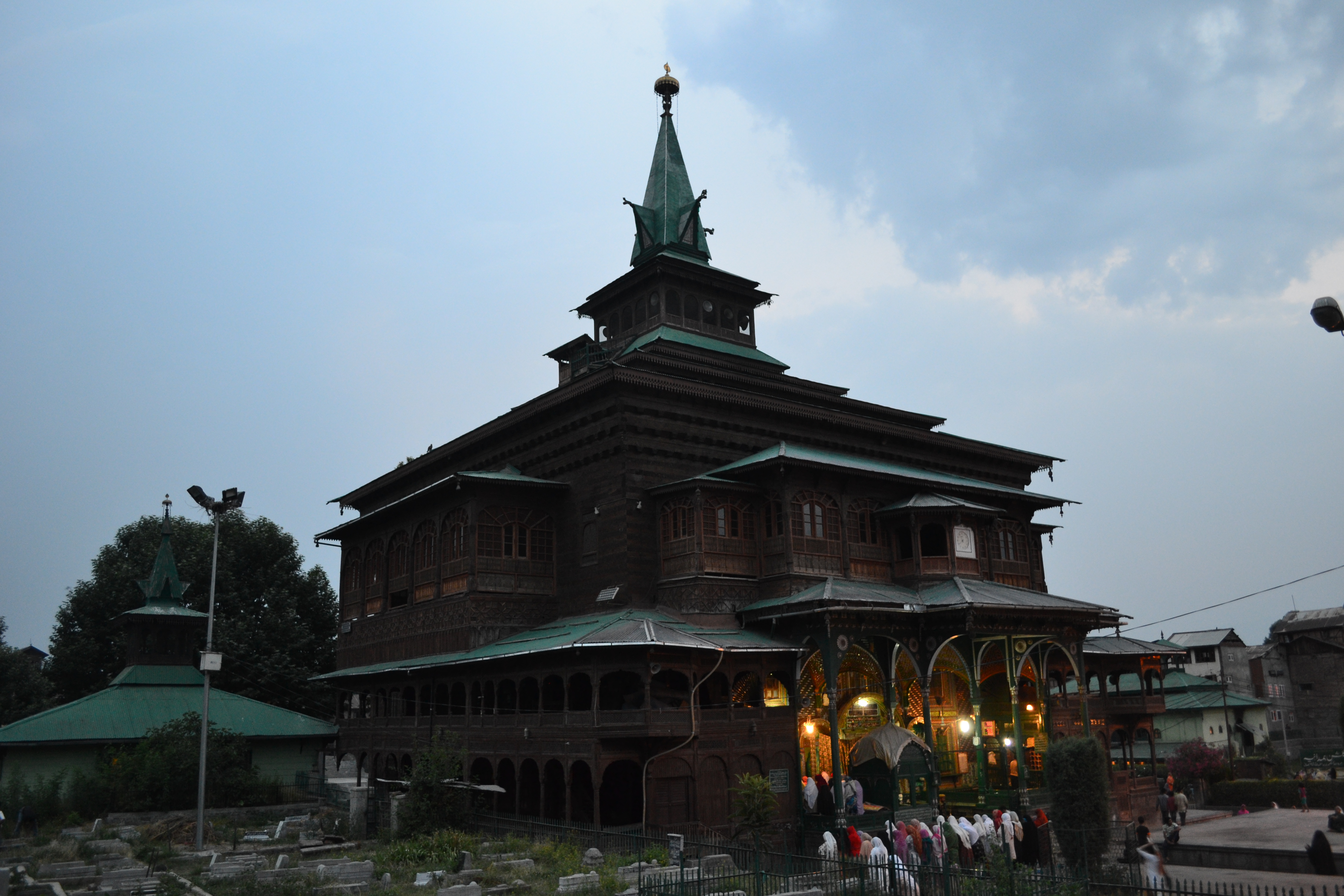
كان خانقاه شاه حمدان في سريناغار، كشمير، مركزًا للنورباكشيين لعدة قرون.

الطريقة النوربخشية الصوفية هي طائفة متميزة تولي أهمية كبيرة لمفهوم الوحدة الإسلامية وعلى "فقه الأحوات" (الذي يتعمق في الفقه الإسلامي)، وهو مفهوم وضعه محمد نوربخشي، إن هذه الطريقة متأثرة بالتشيّع والصوفية، ومن أهم معتقداتها هو فكرة الأمة الإسلامية والوحدة بين المسلمين.
تتميز الطريقة النورباخشية بسلالتها الصوفية المعروفة باسم سلسلة الذهب أو السلسلة الذهبية. يزعم أن أصول السلسلة تعود إلى الإمام المهدي (وهو الإمام الثاني عشر عند الشيعة، طالع: حديث الاثني عشر خليفة)، وهؤلاء الأئمة يبدؤون من الإمام علي وحتى الإمام المهدي. ومن الجدير بالذكر أن الطريقة النوربخشية تتميز بين الطرق الصوفية بمبادئها الأساسية المتجذرة في تعاليم أئمة الشيعة.

## العقيدة
المصادر العقائدية الأساسية لتعاليم النوربخشية تتلخص في ثلاثة أشياء رئيسة: "فقه الأحواط" و"كتاب الاعتقادية" اللذين ألفهما محمد نوربخش قاهستاني، و"دعوة صوفية نوربخشية" للواعظ أمير كبير سيد علي حمداني.

## التاريخ
وفي موطنها الأصلي إيران، خضعت النوربخشية لمرحلة انتقالية نحو الإسلام الشيعي، ولا سيما في عام 1527، أو في العقود اللاحقة، بالتزامن مع الحكم القصير لسلالة تشاك. في مناطق مثل بلتستان وبوريج في منطقة كارجيل، استمرت النوربخشية كطائفة مميزة بإطارها العقائدي الخاص، حيث جمعت عناصر من كل من المذهب الشيعي وبعض الصوفية على الرغم من أن الكثير من تعاليمها وقانونها وعقيدتها مستمدة من عقيدة الشيعة الإمامية.
لم يحظ محمد نوربخش القهستاني، وهو أحد أساتذة الصوفية في القرن الخامس عشر، باهتمام كبير من جانب الباحثين على الرغم من تأثيره الكبير. على الرغم من أن نوربخش كان لديه العديد من التلاميذ العلماء، مثل الشيخ أسيري لاهجي، إلا أن أحدًا منهم لم يبذل جهودًا كبيرة لتوثيق سيرة نوربخش أو الحفاظ على تعاليمه.
يعتقد النورباخشيون أن الممارسات ليست مجموعة من آرائه الشخصية ولكنها كانت في الأصل من تصوره من النبي محمد من خلال أساتذة السلسلة الذهبية. ويذكرون أن أي شخص يشكك في هذا الارتباط فيجب عليه التعمق في تاريخ التصوف ومقارنته بتعاليم نوربخش، بل ويدعون إلى المناظرات العلنية.

## في بلتستان ولاداخ
لا تزال الطريقة النورباكشية قائمة في بلتستان وكارجيل (في لاداخ) باعتبارها طائفة مميزة بمزيجها العقائدي الفريد الذي يضم عناصر من الإسلام الشيعي والصوفي. في حين كان للطريقة في السابق عدد كبير من الأتباع في هذه المناطق، فقد تراجعت أهميتها في الآونة الأخيرة، بعد وفاة شخصيات بارزة مثل مير دانيال شهيد، على الرغم من أن الإطار الزمني المحدد لهذه الأحداث يتطلب مزيدًا من التفاصيل. لا تزال هناك جيوب كبيرة من الأتباع، وخاصة مع وجود العديد منهم يقيمون في بلتستان، وفي القرى المنتشرة في جميع أنحاء كارجيل ووادي نوبرا في لاداخ.

## طالع أيضًا
- مير سيد علي حمداني
- مير شمس الدين العراقي

## روابط خارجية
- https://www.noorbakhshia.com/ — الموقع الرسمي
- التاريخ الرشيدي لميرزا محمد حيدر، دغلات : تاريخ مغول آسيا الوسطى – يذكر ميرزا محمد حيدر دغلات النوربخشيين في كتابه تاريخه.